# Eagle Summit Wagon
Eagle Summit Wagon – samochód osobowy typu minivan klasy kompaktowej produkowany pod amerykańską marką Eagle w latach 1991 – 1996.

## Historia i opis modelu

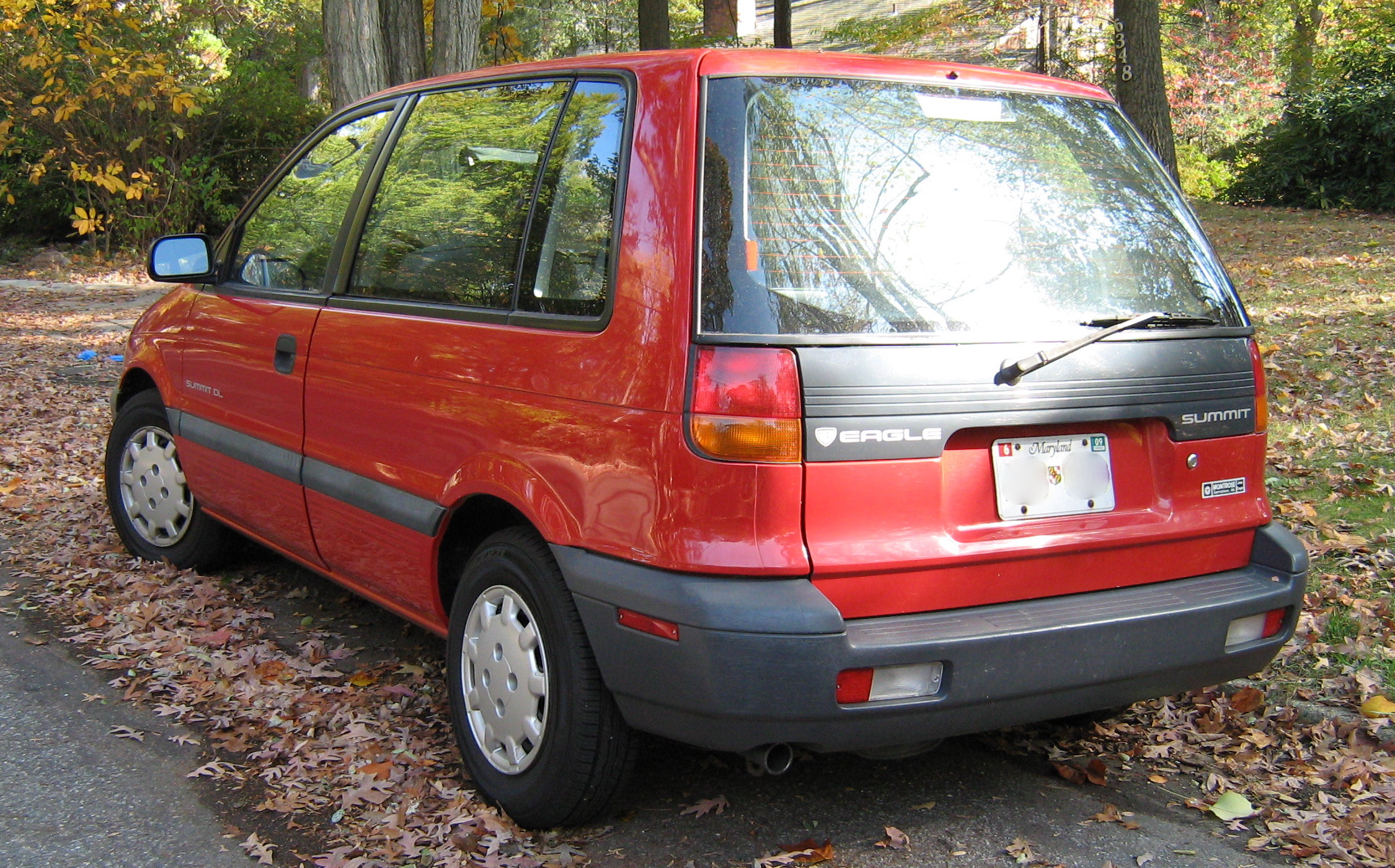
Eagle Summit Wagon - tył

W 1991 roku Eagle zaprezentowało następcę modelu Vista Wagon, który tym razem nie był już północnoamerykańską odmianą modelu Mitsubishi, lecz oferowanym równolegle bliźniakiem minivana Expo LRV na rynek Stanów Zjednoczonych i Kanady. Ponadto, w ramach często stosowanej przez koncern Chrysler polityki badge engineering, równolegle oferowano również modele Dodge Colt Wagon i Plymouth Colt Vista. Eagle Summit Wagon importowany był z japońskich zakładów Mitsubishi do 1996 roku.

### Wersje wyposażeniowe
- Base
- GLX

### Silnik
- L4 1.8l 4G93